# Banksia prionotes
Banksia prionotes is een struik of boom, uit de familie Proteaceae, die voorkomt in het zuidwesten van West-Australië. Hij kan een hoogte bereiken van 10 meter. De soort heeft getande, dofgroene bladeren en grote, heldere bloemaren, eerst wit voor het openen en later feloranje.
... · 
B. aemula · 
B. attenuata · 
B. baxteri · 
B. brownii · 
B. canei · 
B. ericifolia · 
B. integrifolia · 
B. marginata · 
B. prionotes · 
B. serrata · 
B. sphaerocarpa · 
B. verticillata · 
...